# Usted puede ser un asesino (película)
Usted puede ser un asesino es una comedia negra  española estrenada en 1961, dirigida por José María Forqué y protagonizada en los papeles principales por Alberto Closas, José Luis López Vázquez, Amparo Soler Leal y Julia Gutiérrez Caba.
Se trata de una versión cinematográfica de la obra de teatro homónima, escrita por Alfonso Paso y estrenada en 1958.

## Sinopsis
La película cuenta la historia de dos matrimonios franceses, los Aldelbert (Simón y Margarita) y los Picart (Enrique y Briggitte). Mientras las dos mujeres deciden pasar el fin de semana en el campo, los maridos se quedan solos en París para planear una juerga con dos jovencitas de “vida alegre” en la casa de Simón. Todo se complica cuando Dupont (el hermano de una de las chicas), que se ha presentado en la casa antes que ellas para chantajear a los maridos infieles, fallece tras discutir con Simón. A partir de este momento los maridos, que pretendían pasar un fin de semana divertido, intentarán esconder el cadáver del extorsionador. A medida que la situación se complica porque un nuevo cadáver hace su aparición en la casa, las esposas regresan ya que se han olvidado las llaves del chalet.

## Reparto
- Alberto Closas como Simón Adelbert.
- Amparo Soler Leal como Margarita.
- José Luis López Vázquez como Enrique Picart.
- Julia Gutiérrez Caba como Brigitte.
- Pedro Porcel como Comisario Hilario Serbel.
- José Orjas como Médico Forense.
- Jesús Guzmán como Ayudante del forense.
- Hugo Pimentel como Dupont.
- Pedro Rodríguez de Quevedo como Notario.
- Diana Lorys como Lulú.
- José Luis Pellicena como René.
- Juan Cortés como Agente de seguros.
- Elena María Tejeiro como Julita.
- Jesús Puente como Ayudante de Comisario Serbel.
- Elena Balduque como Noemí.
- Nerón Rojas como Portero.
- Joaquín Bergía como Gendarme.
- Pablo Sanz como Mozo de cuerda.
- Victoria Zinny como Chica en autobús.
- Simón Ramírez Fernández como Narrador.

## Premios
17.ª edición de las Medallas del Círculo de Escritores Cinematográficos
| Categoría              | Candidato               | Resultado |
| ---------------------- | ----------------------- | --------- |
| Mejor actor secundario | José Luis López Vázquez | Ganador   |